# Дойл, Джон
Джон Дойл (англ. John Doyle; 1797, Дублин — 2 января 1868, Лондон) — британский художник.

## Биография
Джон Дойл был старшим сыном торговца шёлком и бархатом из Дублина, выходца из старинного рода убеждённых католиков, которые в XVII веке владели поместьями, вероятно, в Оффали или Лиише, но были изгнаны со своих земель во времена Реформации. В детстве Джон Дойл учился рисовать пейзажи у Гаспара Габриэлли, а в художественной школе Королевского общества Дублина под руководством Джона Комерфильда осваивал рисование миниатюр, и в 1805 году был награждён золотой медалью. В 1822 году Джону Дойлу было поручено нарисовать портреты маркиза Слайго и ирландского наместника лорда Толбота верхом на лошадях, с чем он успешно справился, издав шесть копий картин под названием The Life of a Racehorse. В том же году Джон с семьёй переехал в Лондон, где сравнительно быстро получил признание, его картина Turning Out the Stag была выставлена в Королевской Академии художеств в 1825 году.
До середины 1830-х годов Джон Дойл продолжал работать в жанре миниатюры, но к середине 1830-х всё большим успехом стали пользоваться его политические карикатуры, напечатанные с использованием техники литографии. Карикатуры Дойля выходили ежемесячно во время парламентских сессий на протяжении двадцати двух лет — с 1829 по 1851 год. Карикатуры выходили с подписью HB, где буквы Н и B были созданы из двух букв J и двух D — инициалов Джона Дойла. К 1840 году Джон Дойл разбогател настолько, что приобрёл фешенебельный особняк в Гайд-парке и вращался в тех же кругах общества, что и Дэвид Уилки, Вальтер Скотт, Сэмюэл Кольридж, Чарльз Диккенс, Уильям Теккерей, Томас Маколей, Томас Мур и Сэмюэл Роджерс. При этом тайна псевдонима «HB» сохранялась до 1843 года, когда Дойл раскрыл её в 18-страничном письме премьер-министру Роберту Пилю.
В 1840 году, в разгар популярности карикатур Дойла, они были опубликованы в The Times, что испортило его репутацию. Поздние работы Дойля отличаются большей мягкостью и расплывчатостью образов. У. Теккерей по этому поводу отметил, что хотя карикатуры Дойля умны и остроумны, они слишком вежливы, чтобы вызвать что-то кроме лёгкой улыбки: «Вы никогда не услышите ничего смешного от НВ». Популярность работ Дойля после его смерти упала настолько, что их распродажа на аукционе «Кристис» в 1882 году была отменена из-за отсутствия покупателей. Тем не менее, Джон Дойл признаётся основателем школы британских карикатуристов, представленной такими именами как Джон Лич, Джон Тенниел и его сын Ричард Дойл, создавший стиль знаменитого юмористического журнала «Панч». В Британском музее хранится более 900 рисунков Джона Дойла; некоторые его рисунки представлены в фондах Пушкинского музея в Москве.
Джон Дойл умер 2 января 1868 года и был похоронен на кладбище Вест-Норвуд.

## Личная жизнь
Джон Дойл был женат на Марианне Конан, в браке у них родилось семеро детей, из которых выжили четверо, все они стали художниками: иллюстратор Джеймс Дойл (1822—1892), художник, иллюстратор и карикатурист Ричард Дойл (1824—1883), Генри Дойл (1827—1892), впоследствии директор Национальной галереи Ирландии, а также Чарльз Дойл (1832—1893), отец сэра Артура Конан Дойла, создателя Шерлока Холмса. Марианна умерла в 1832 году при родах седьмого ребёнка.

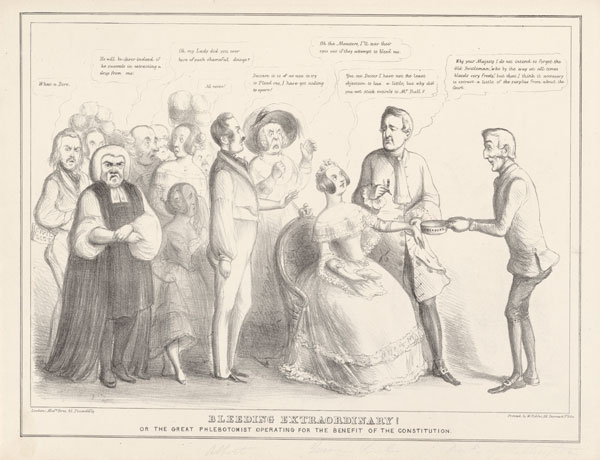
Великое кровопускание, 1843. Пушкинский  музей
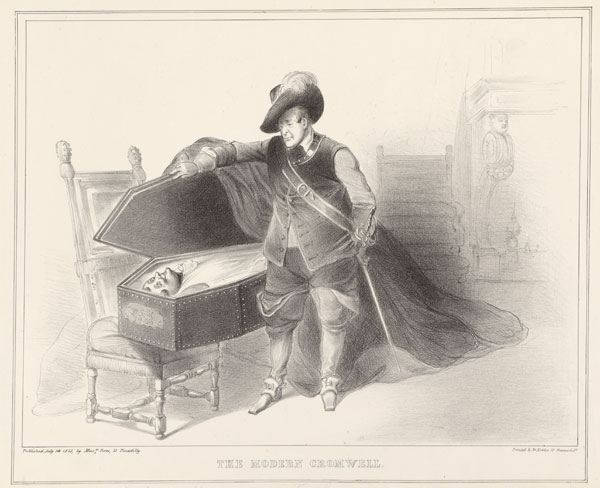
Современный Кромвель, 16 июля 1843. Пушкинский  музей
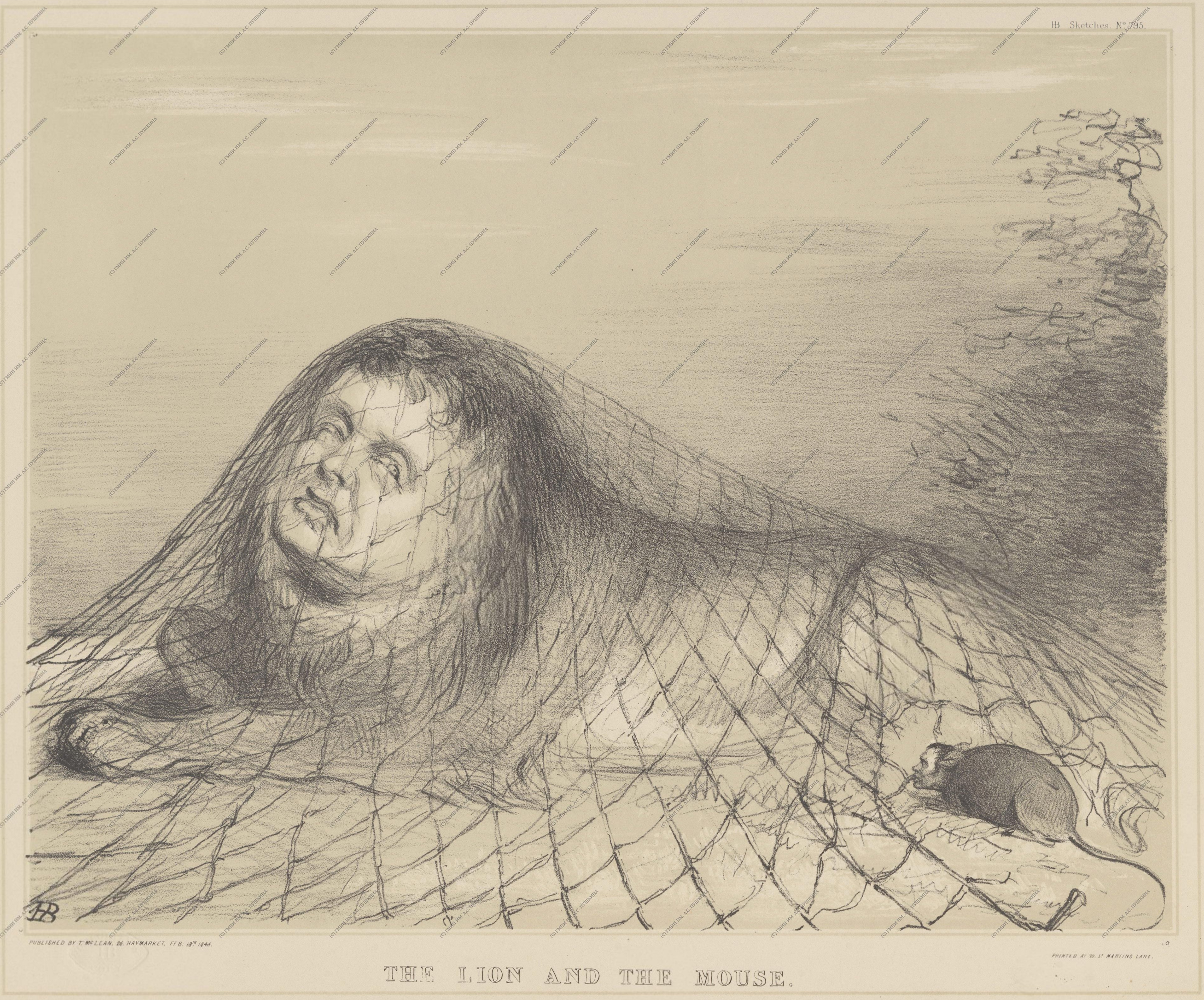
Лев и мышка, 1844 (изображает сторонника независимости Ирландии Дэниела О’Коннелла и премьер-министра Великобритании Джона Рассела). Пушкинский музей